# Worcester (Verenigd Koninkrijk)
Worcester ['wʊstə] is een district met de officiële titel van city, in het shire-graafschap (non-metropolitan county of county) Worcestershire. De stad ligt aan de Severn en telt 102.000 inwoners (2018).
Worcester bezit een van de grootste kathedralen van Groot-Brittannië, de Worcester Cathedral. Dit is een anglicaanse kathedraal, gebouwd rond het jaar 1200. Het Museum of Royal Worcester belicht de porseleinproductie tussen 1751 en 2009.
Het Worcester College van de Universiteit van Oxford heeft zijn bestaan te danken aan Thomas Cookes, een edelman uit Bentley, in het graafschap Worcestershire.
Van de bevolking is 14,3% ouder dan 65 jaar.

## Civil parishesin district Worcester
- St. Peter the Great County
- Warndon

## Geschiedenis
De oorsprong van Worcester ligt in de Romeinse tijd. Het vormde een klein centrum van ijzerbewerking in die tijd. Hoewel het geen belangrijke stad was, had het wel een stadsverdediging, mogelijk ontstaan uit een ouder fort uit de IJzertijd.
Binnen deze omheining begon het huidige Worcester rond 680, toen de plaats werd gekozen als zetel van de nieuwe bisschop voor het koninkrijk Hwicce. Er werd een kathedraal gebouwd, gewijd aan Petrus. Worcester bleef de volgende eeuwen een volledig religieus stadje, bewoond door de bisschop en zijn gevolg, een aantal kloosters, en de boeren die aan deze religieuzen onderhorig waren.
Dit veranderde in het laatste decennium van de 9e eeuw. Æthelred, ealdorman van Mercia, was bezig het systeem van burhs, versterkte plaatsen die als verdediging en toevlucht konden dienen bij nieuwe Deense aanvallen, uit te breiden van Wessex naar Mercia, en Worcester met zijn nog altijd bestaande Romeinse verdedigingswerken vormde een logische keuze. De verdedigingswerken werden opnieuw opgebouwd en het omsloten gebied uitgebreid, maar ook veranderde het karakter van de plaats. Er kwamen nu ook seculiere bewoners, en Worcester werd een marktplaats - waarbij de bisschop wel de helft van de belastingen kreeg die hiervoor werden afgedragen. Zoals veel andere burhs groeide Worcester in de volgende decennia uit tot een regionaal bestuurscentrum als hoofdplaats van een shire, Worcestershire geheten.
In de 12e eeuw behield de plaats haar belang als versterkte stad in de Welsh Marches, de grensstreek met Wales. In 1113 werd de stad getroffen door een zware stadsbrand waarbij de Normandische kathedraal in de vlammen opging. In de volgende eeuw volgden nog drie grote stadsbranden.

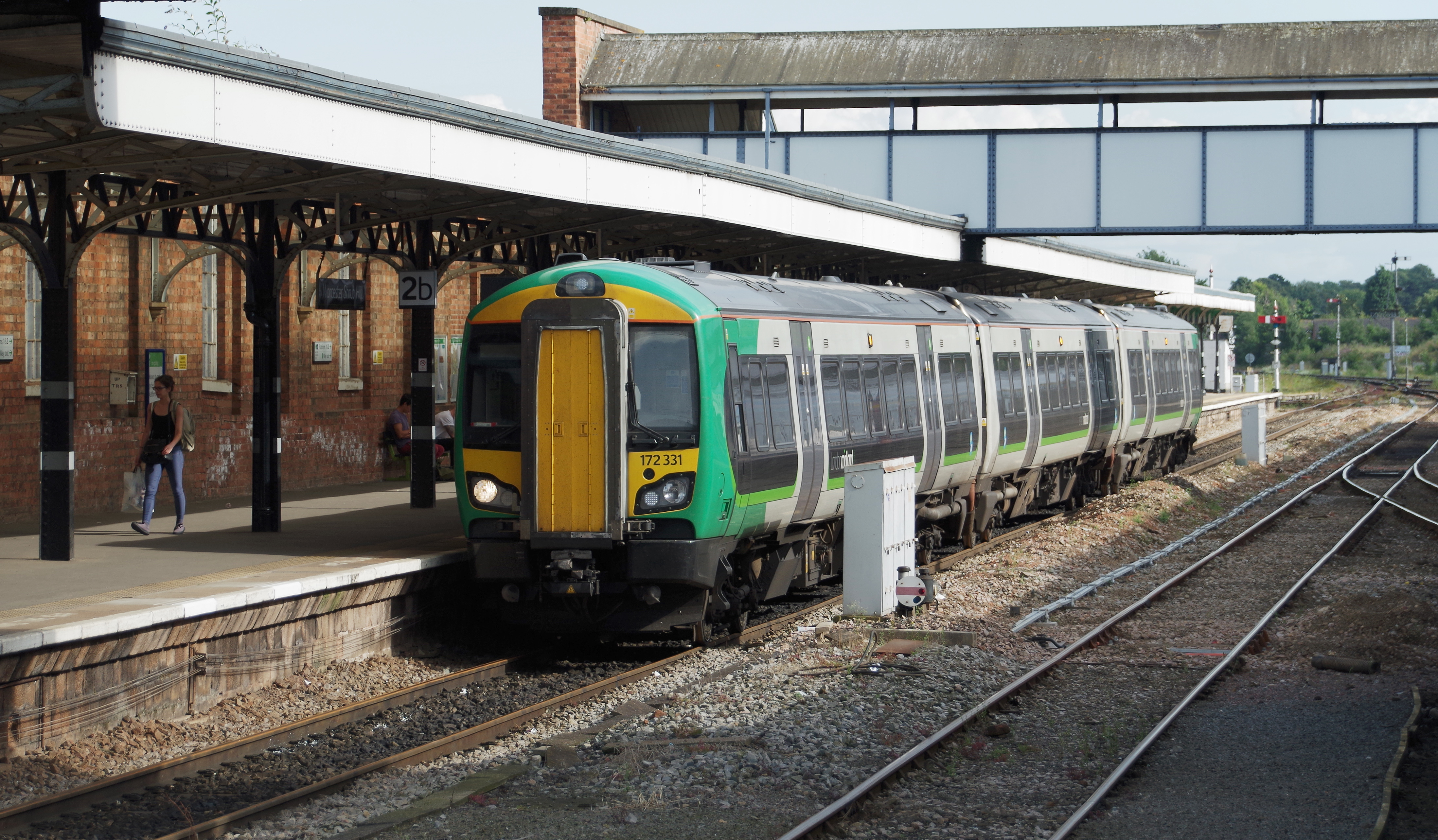
Station Worcester Shrub Hill

## Partnersteden
- Kleef (Duitsland)

## Bekende inwoners van Worcester

### Geboren
- Thomas Brock (1847-1922), beeldhouwer
- Philip Henry Gosse (1810-1888), natuuronderzoeker
- Ellen Wood (1814-1887), romanschrijfster
- Fay Weldon (1931-2023), feministisch schrijfster
- Dave Mason (1944), gitarist en singer-songwriter (Traffic)
- Lee Cornes (1951), acteur
- Helen Frik (1960), beeldhouwster, tekenares
- Ian Walker (1970), zeiler
- Matthew Richards (2002), zwemmer